# Franklin Wills Hancock

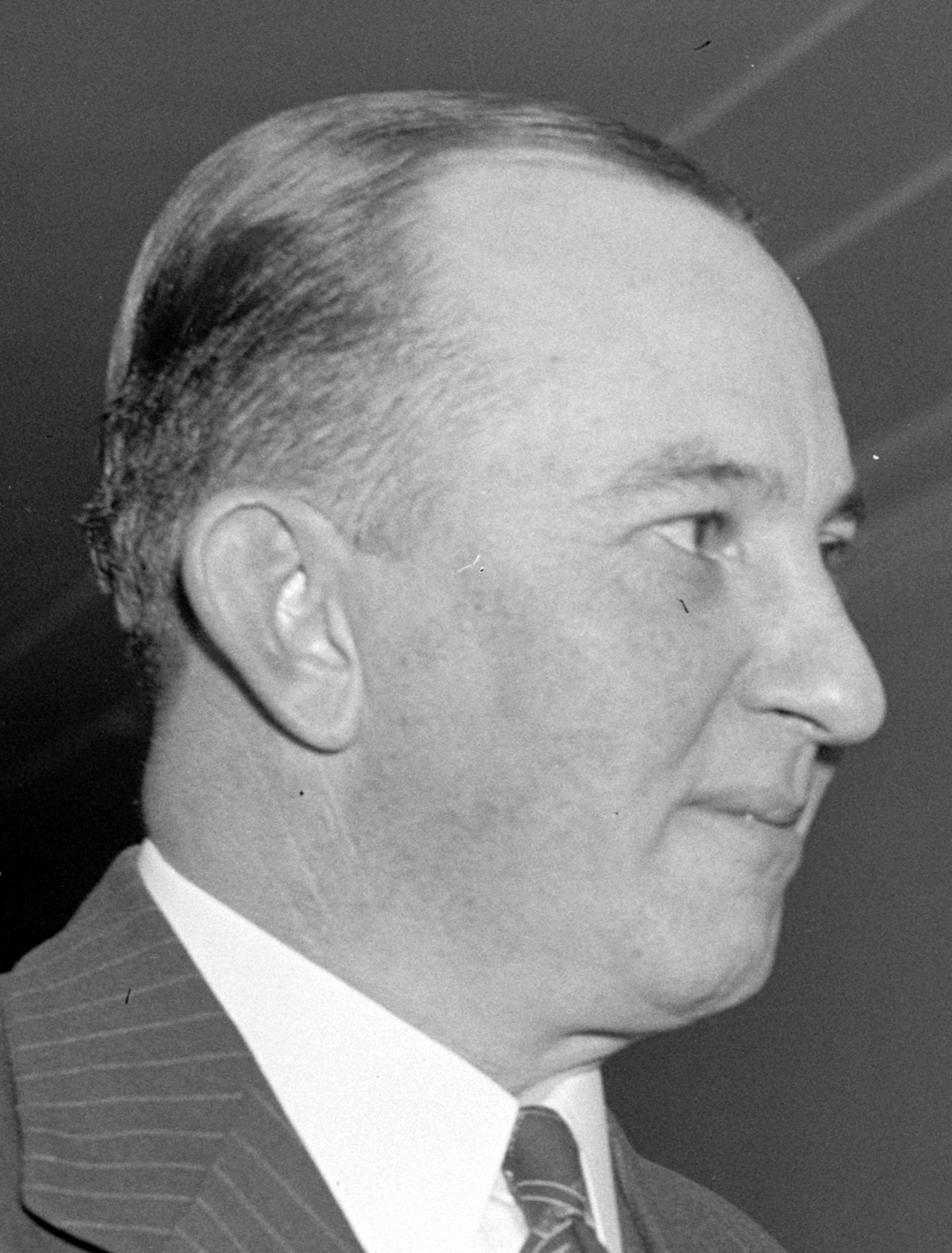
Franklin Wills Hancock

Franklin Wills Hancock Jr. (* 1. November 1894 in Oxford, Granville County, North Carolina; † 23. Januar 1969 ebenda) war ein US-amerikanischer Politiker. Zwischen 1930 und 1939 vertrat er den Bundesstaat North Carolina im US-Repräsentantenhaus.

## Werdegang
Franklin Hancock besuchte die öffentlichen Schulen seiner Heimat und danach die Horner Military Academy in Oxford. Daran schloss sich ein Studium an der University of North Carolina in Chapel Hill an. Nach einem anschließenden Jurastudium und seiner 1916 erfolgten Zulassung als Rechtsanwalt begann er in Oxford in diesem Beruf zu arbeiten. Außerdem wurde er in der Versicherungsbranche und auf dem Immobilienmarkt tätig. Während des Ersten Weltkrieges wurde Hancock in Georgia zum Offizier ausgebildet.
Nach seiner Militärzeit schlug er als Mitglied der Demokratischen Partei eine politische Laufbahn ein. Im Jahr 1924 war er Bezirksvorsitzender seiner Partei im Granville County. Zwischen 1926 und 1928 gehörte er dem Senat von North Carolina an; von 1928 bis 1930 war er Abgeordneter im Repräsentantenhaus dieses Staates. Bereits von 1920 bis 1937 war Hancock Kurator des staatlichen Waisenhauses für Afroamerikaner. 1940 nahm er als Delegierter an der Democratic National Convention in Chicago teil, auf der Amtsinhaber Franklin D. Roosevelt zum dritten Mal als Präsidentschaftskandidat nominiert wurde.
Nach dem Tod des Abgeordneten Charles Manly Stedman wurde Hancock bei der fälligen Nachwahl für den fünften Sitz von North Carolina als dessen Nachfolger in das US-Repräsentantenhaus in Washington, D.C. gewählt, wo er am 4. November 1930 sein neues Mandat antrat. Nach drei Wiederwahlen konnte er bis zum 3. Januar 1939 im Kongress verbleiben. Dort wurden seit 1933 die meisten der New-Deal-Gesetze der Bundesregierung verabschiedet. Im Jahr 1933 wurden der 20. und der 21. Verfassungszusatz ratifiziert.
Im Jahr 1938 verzichtete Franklin Hancock auf eine weitere Kandidatur für das Repräsentantenhaus. Stattdessen bewarb er sich innerhalb seiner Partei erfolglos um die Nominierung für die Wahlen zum US-Senat. Von 1939 bis 1945 bekleidete er verschiedene Positionen bei einigen im Zusammenhang mit dem New Deal geschaffenen Bundesbehörden; unter anderem war er Leiter der Farm Security Administration. Anschließend praktizierte er wieder als Anwalt. In den Jahren 1950 und 1952 wurde Hancock zum Richter im Granville County gewählt. Er starb am 23. Januar 1969 in seinem Geburtsort Oxford.